# Zarajský kreml
Zarajský kreml (rusky Зарайский кремль) je historický kreml v centru ruského Zarajsku, asi 140 km jihovýchodně od Moskvy, asi 50 km severovýchodně od Rjazaně. Zbudovat jej dal v letech 1528–1531 moskevský velkokníže Vasilij III. na posílení ochrany země před útoky Krymských Tatarů.

## Historie
Zarajsk měl historicky strategický význam, neboť ležel na cestě z Moskvy do Rjazaně, poblíž řeky Oky. Proto když byl roku 1503 Zarajsk připojen k Moskevskému knížectví, stal se součástí obranné linie budované knížaty Vasilijem III. a Ivanem IV. v letech 1505–1560. V rámci opevňování hranic byly vystavěny kremly v Nižním Novgorodu, Tule, Kolomně, Zarajsku a Serpuchově (nedochoval se).
Zarajský kreml byl vystavěn v letech 1528–1531 na popud Vasilije III. Hned v roce 1533 byly kvality nové pevnosti prověřeny – oblehlo jej na 40 tisíc Krymských Tatarů, avšak bez úspěchu. Další pokus učinili roku 1541 pod vedením chána Sahiba I. Geraje, nicméně vévoda Nazar Glebov jejich útok odrazil. O rok později krymskotatarská vojska zahnal vévoda Petr Pronský. V prosinci 1551 byl knížetem Dmitrijem Prutkovem odražen vpád Nogajců. Při nočním boji pod hradbami kremlu v květnu 1570 rozdrtil vévoda Dmitrij Chvorostinin útok Tatarů.
Útoků na Zarajský kreml přišlo v 16. i 17. století ještě mnoho, dobyt však byl pouze jednou v období smuty. Stalo se tak v roce 1608 pod vedením polského plukovníka Aleksandera Józefa Lisowského, jednoho z vojevůdců samozvaného cara Lžidimitrije II. Několik měsíců poté však již byl kreml v rukou velitele Zacharije Ljapunova, loajálního k právoplatnému caru Vasiliji Šujskému.
K poslednímu útoku Krymských Tatarů došlo 2. června 1673. Odrazit se jej podařilo zarajskému vévodovi Matvěji Karandějevovi.
Na konci 17. století byly hranice Ruska značně rozšířeny, Zarajsk tak ztratil svůj strategický význam. Od roku 1918 je Zarajský kreml muzeem.
Na počátku 21. století byl kreml ve velmi špatném stavu, neboť rekonstrukce započatá na konci 80. let byla zastavena v souvislosti s hospodářskými problémy po rozpadu SSSR. K rozsáhlé rekonstrukci bylo přistoupeno až v roce 2014. Má trvat čtyři roky a bylo na ni vyčleněno 257 milionů rublů.

## Areál kremlu
| Zarajský kreml má celkem 7 věží, z nichž 3 slouží zároveň jako brána: - Strážná věž - Nikolská věžová brána - Pokladní věž - Trojická brána - Rohová věž - Spasská věžová brána - Tajnická věž - Igorovská věžová brána | - Chrám svatého Mikuláše (1681) - Chrám Stětí hlavy sv. Jana Křtitele (1904) - Budova Zarajského duchovního učiliště (1864) - dnes muzeum |

## Galerie

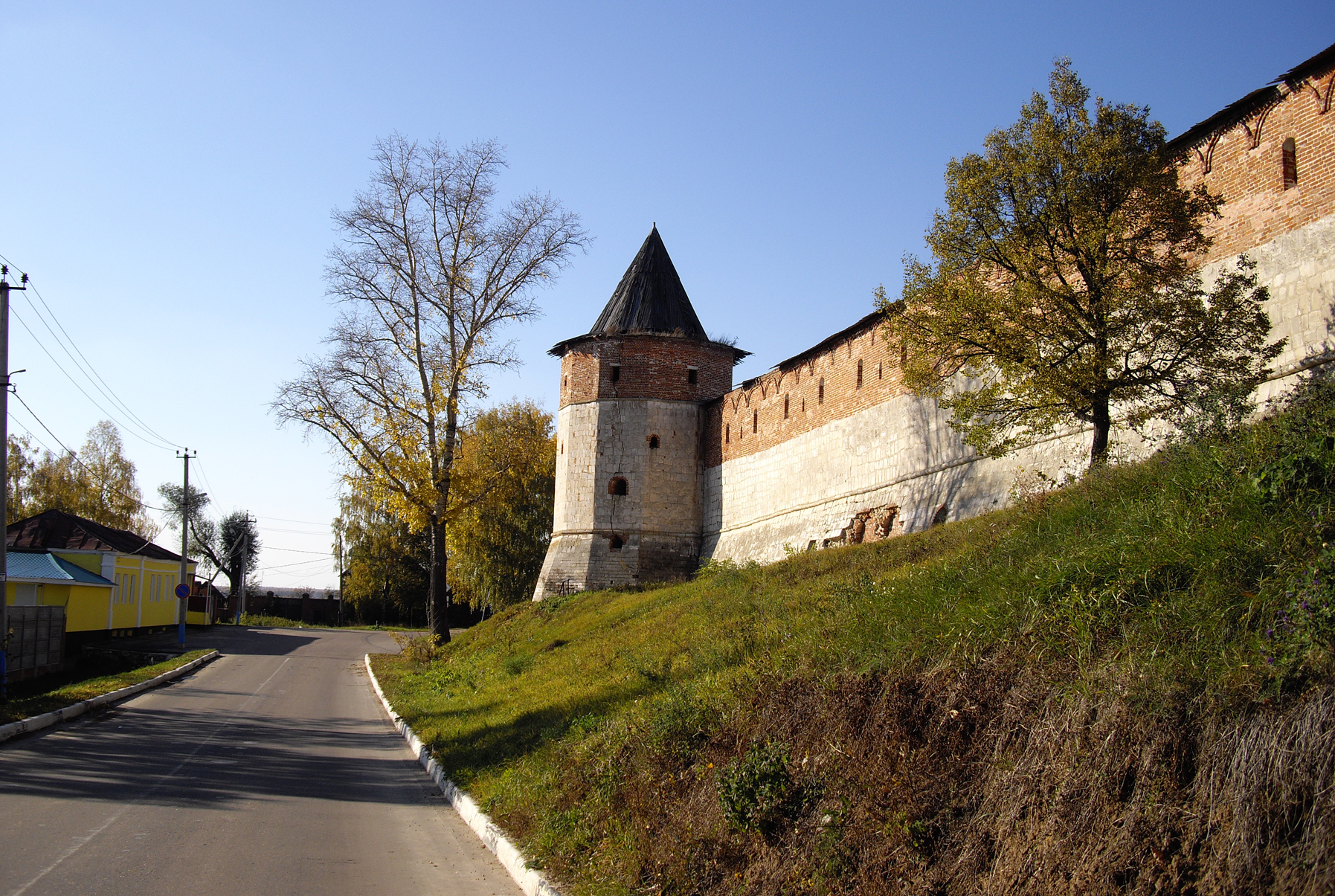
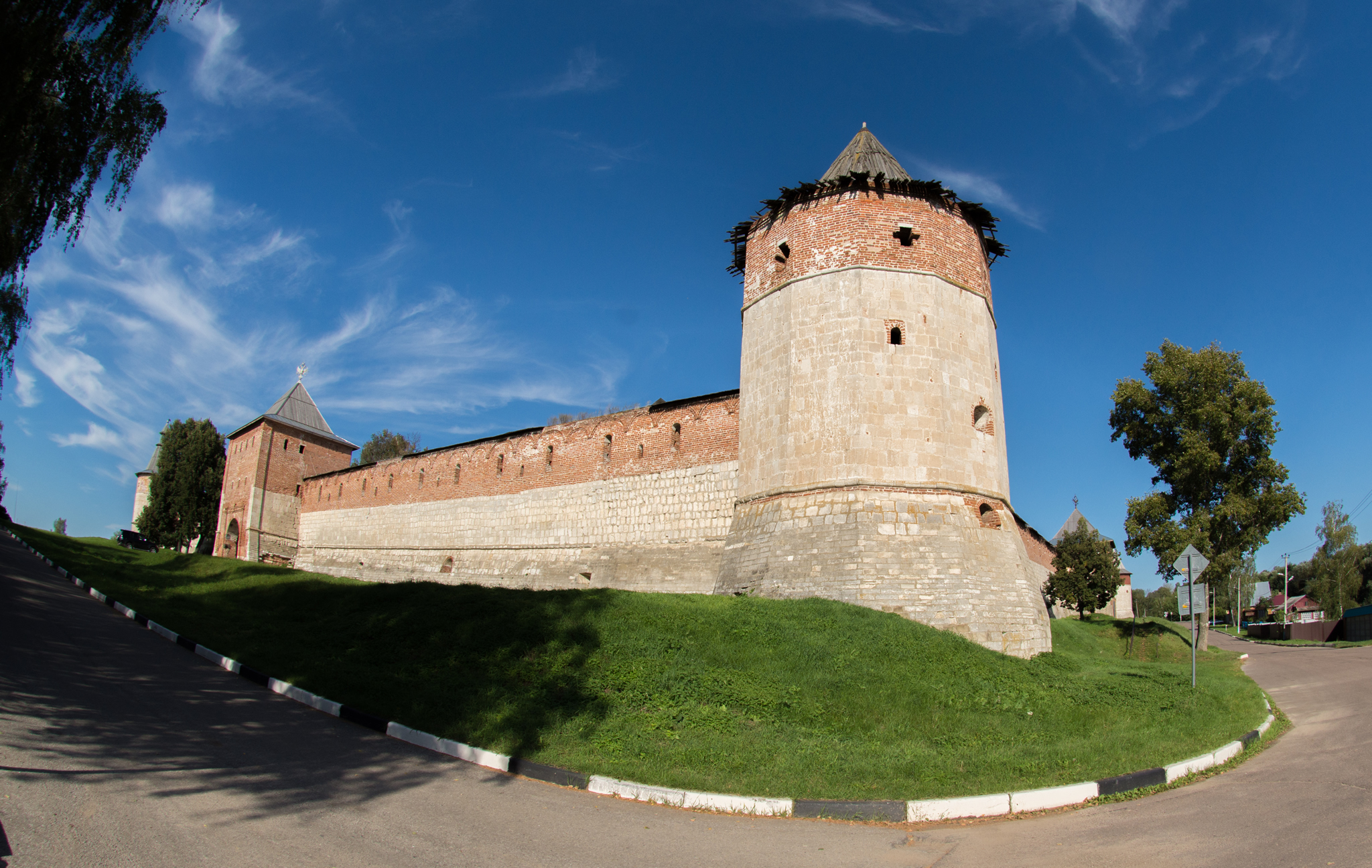
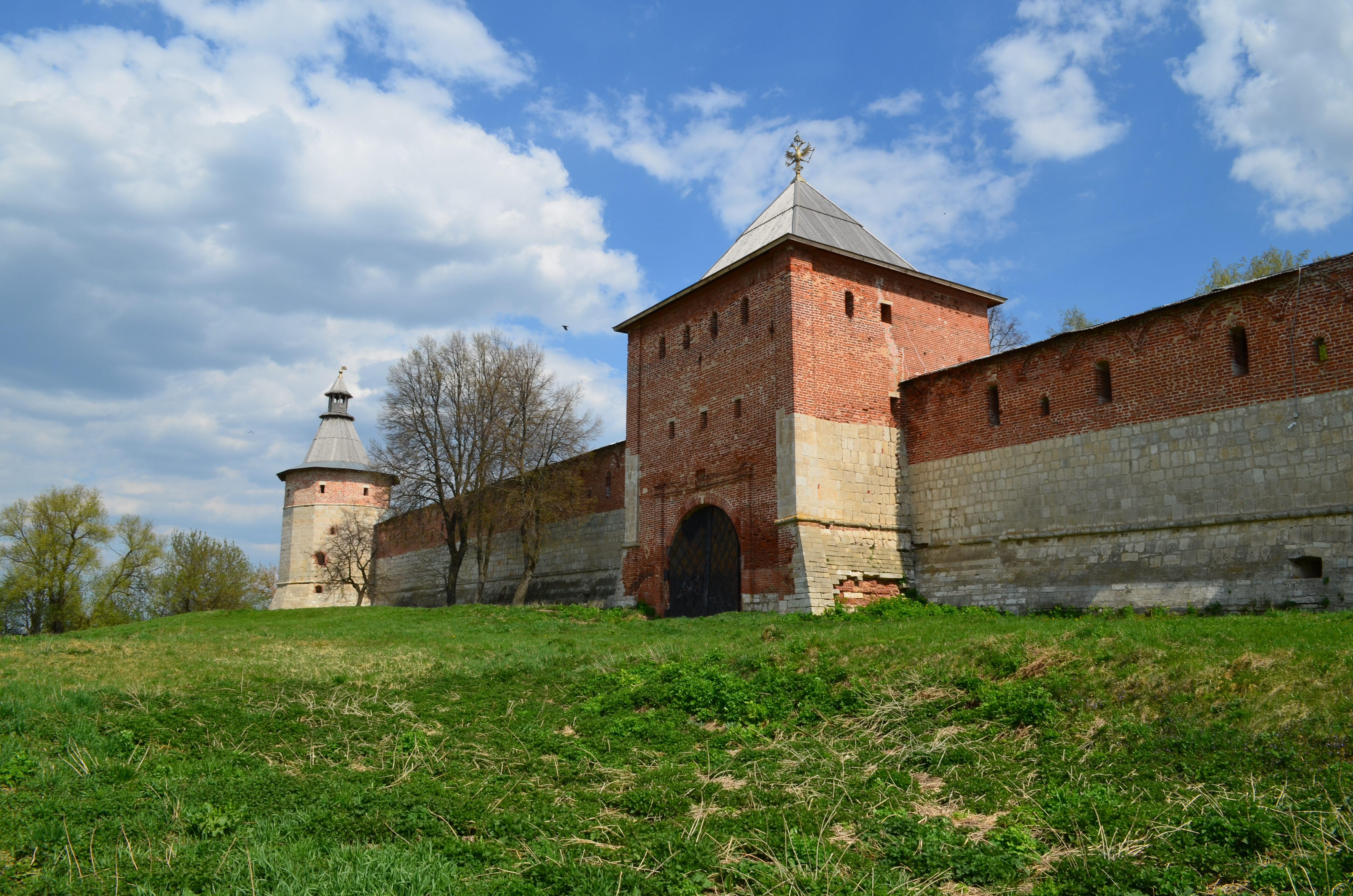
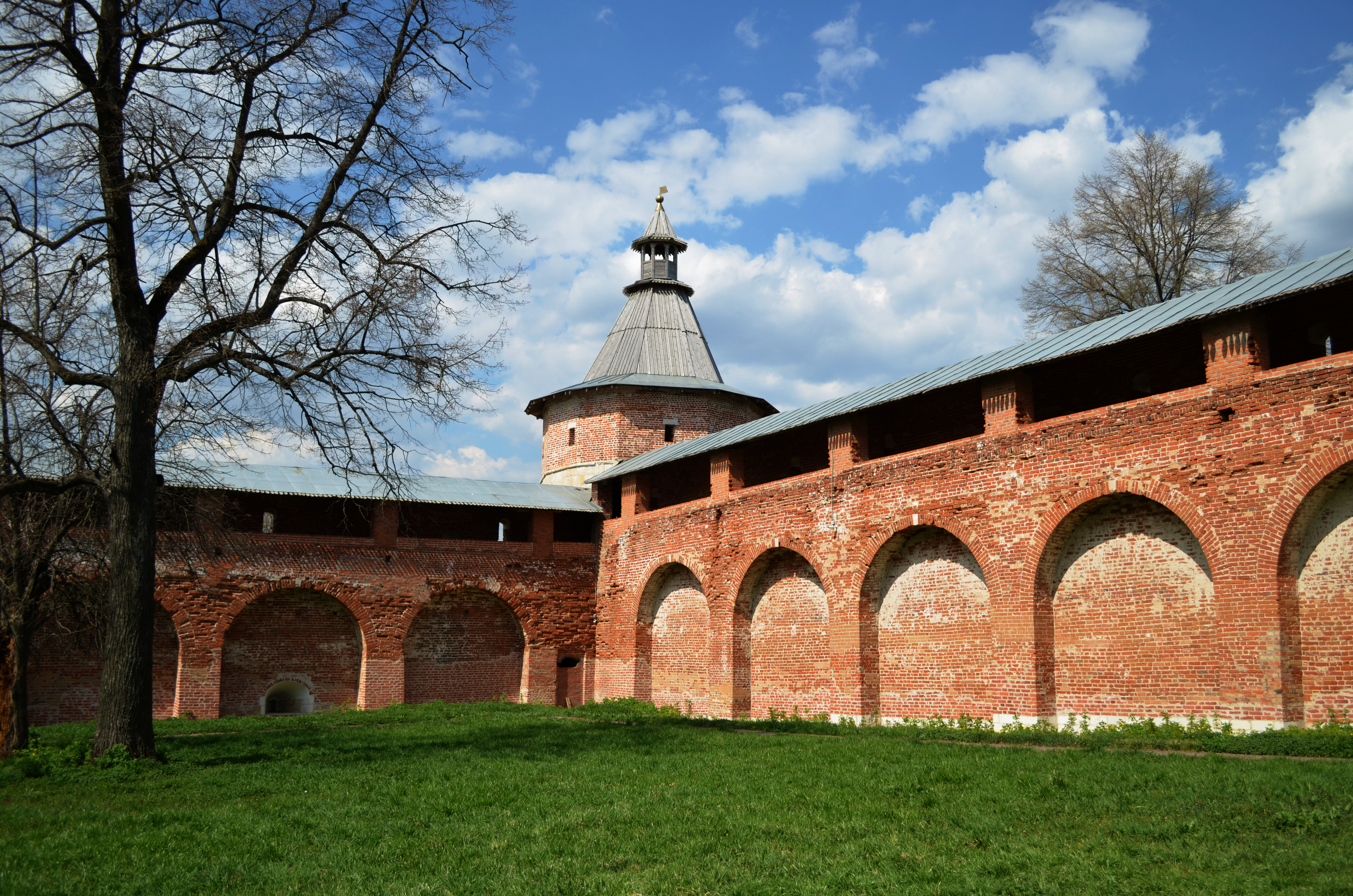
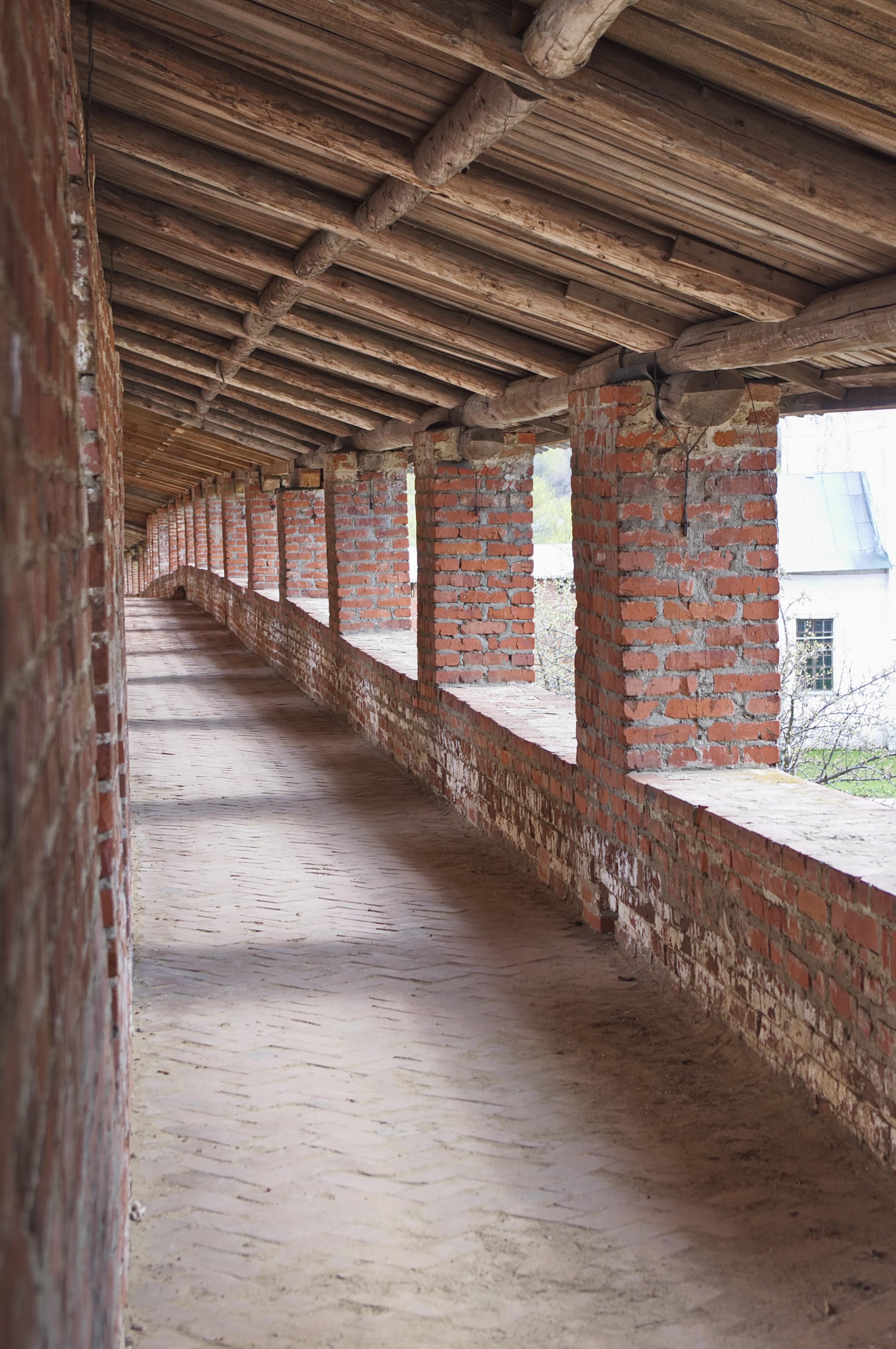
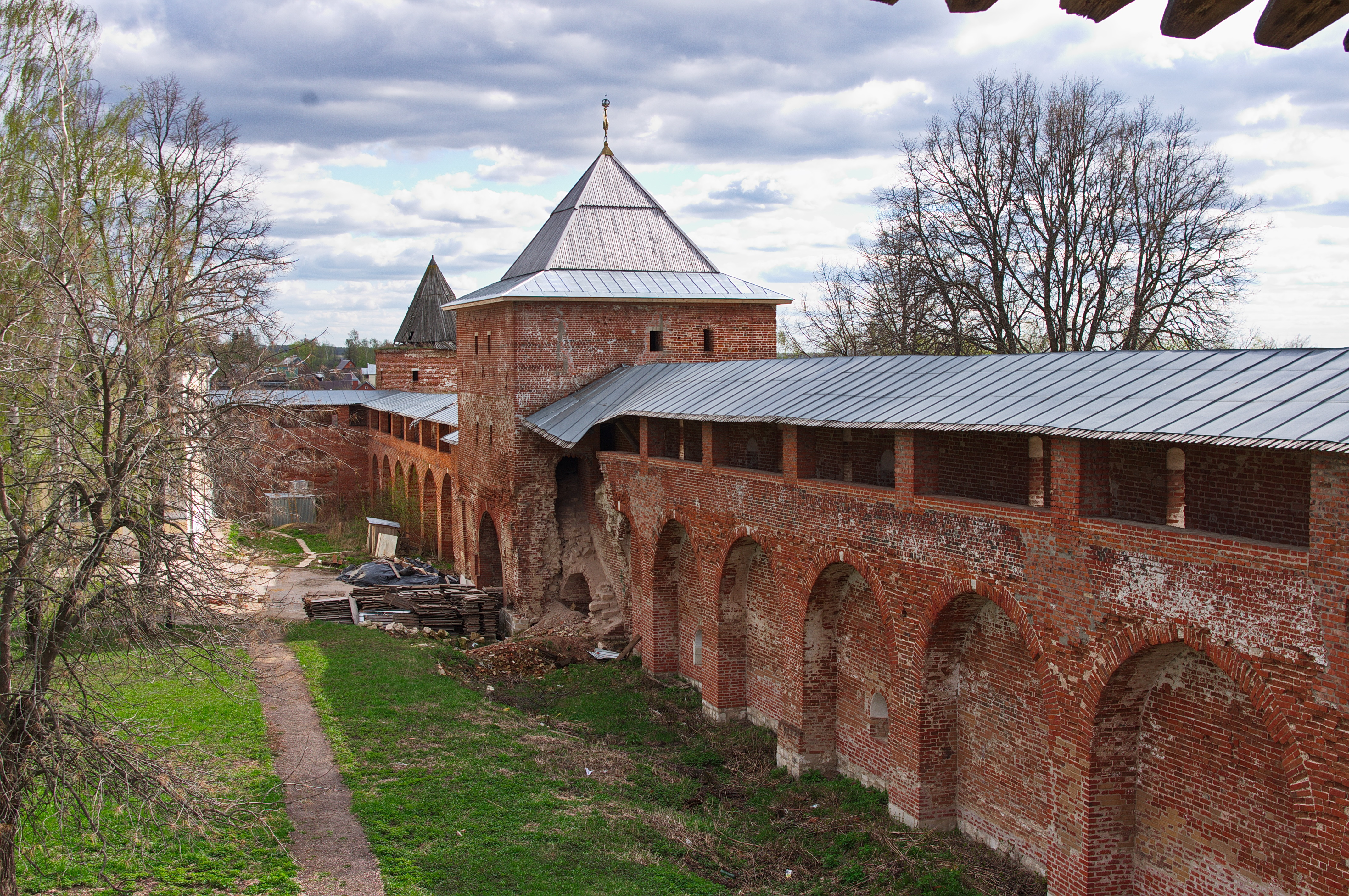
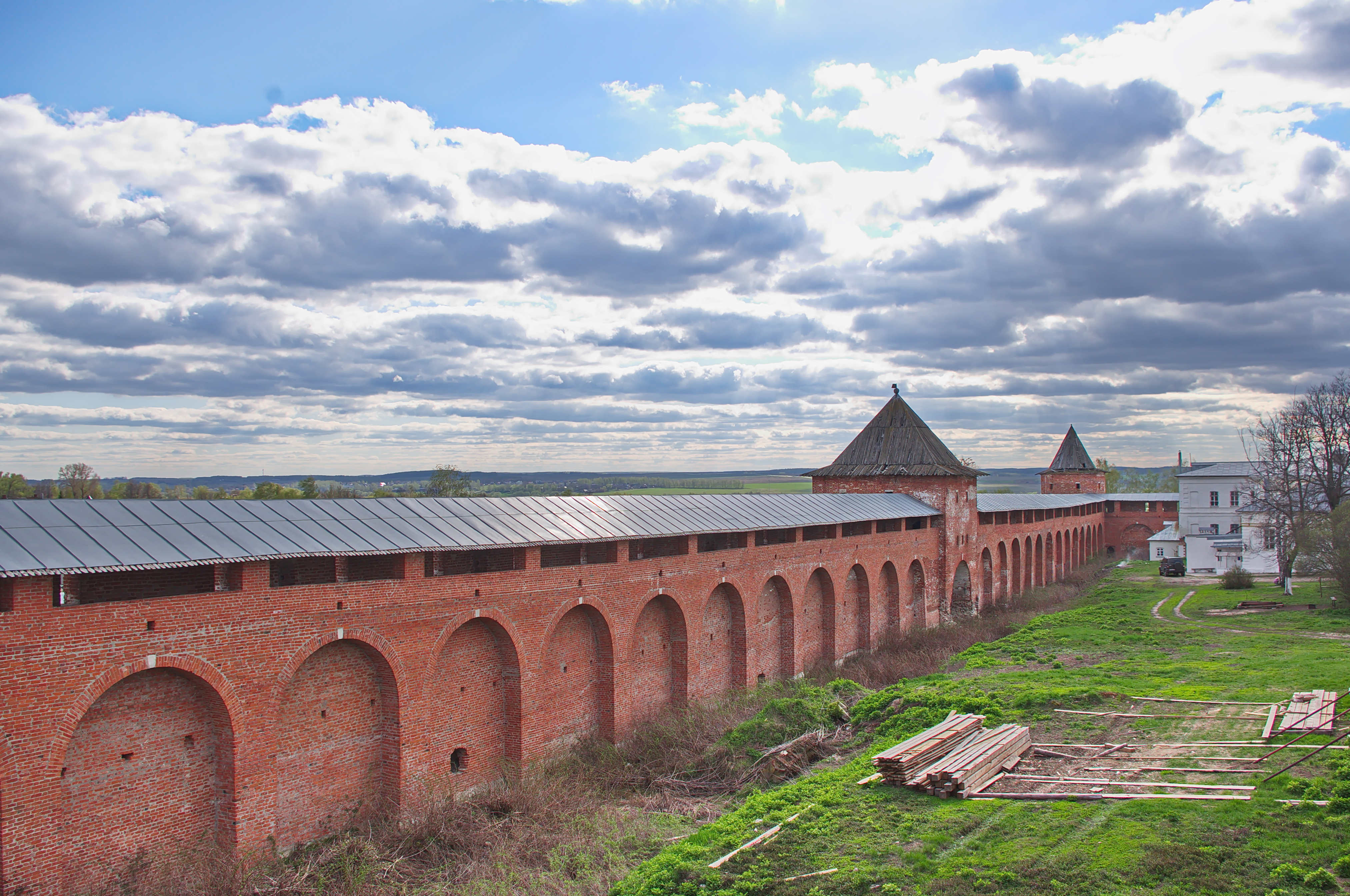
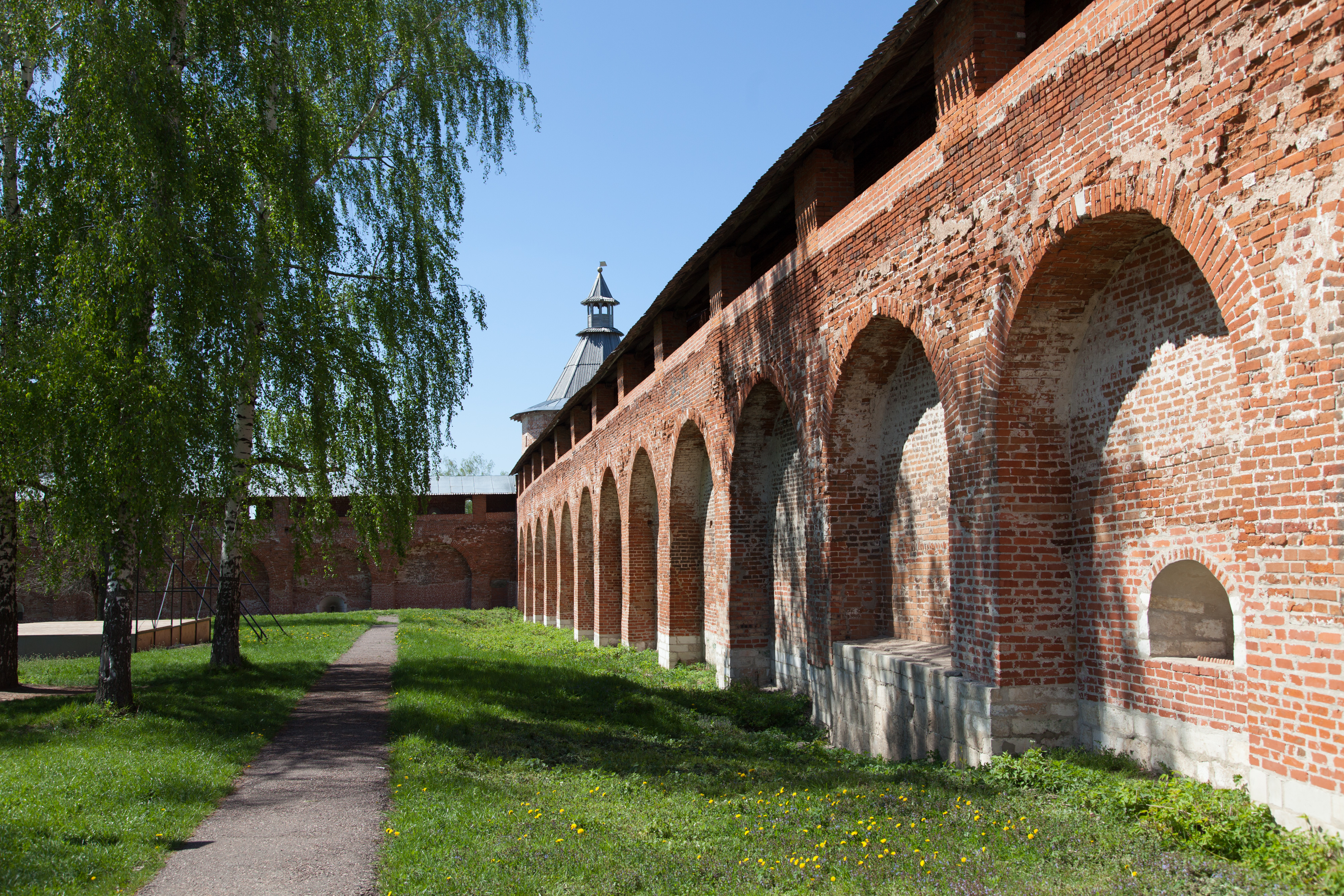
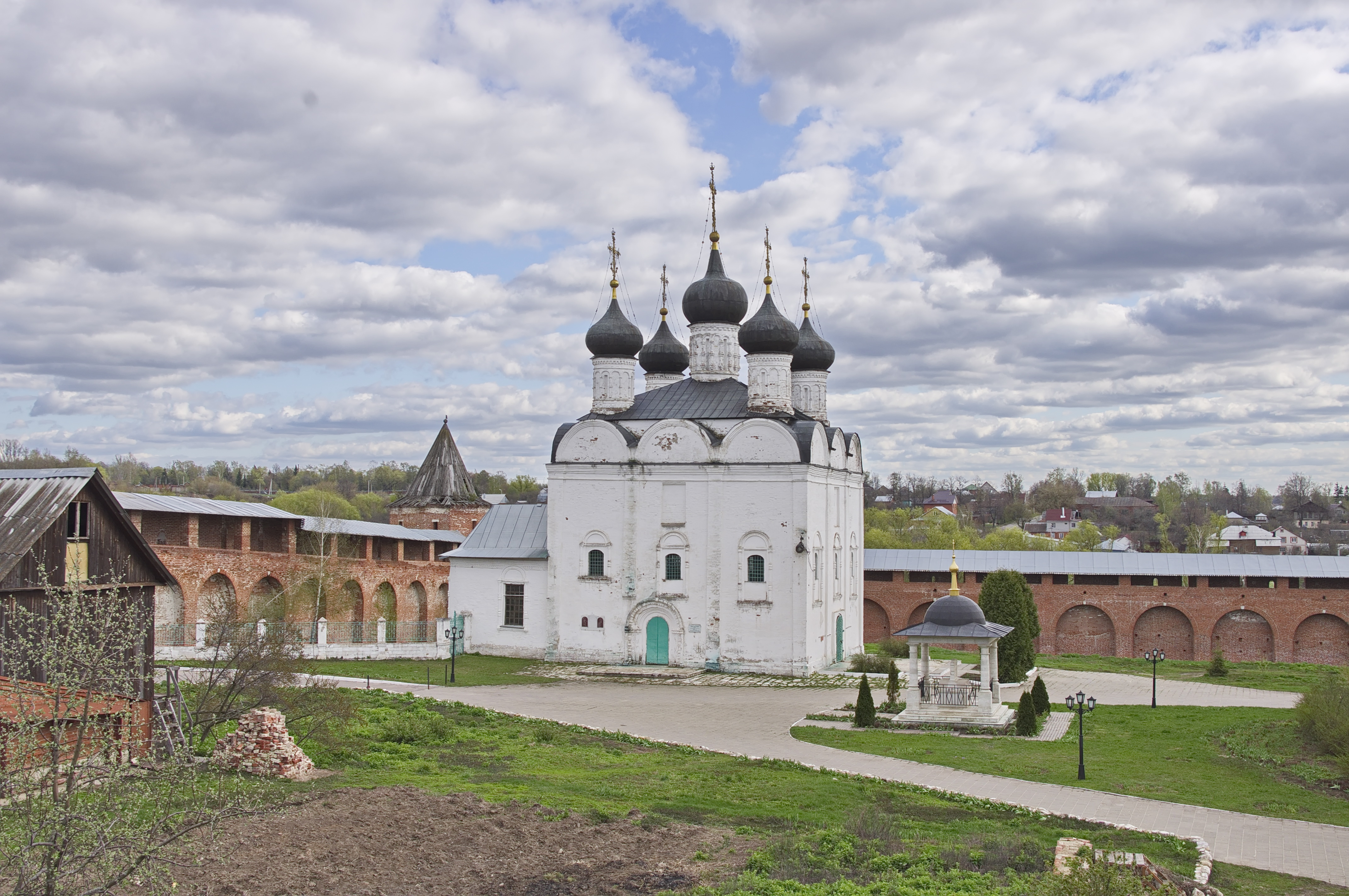
Chrám svatého Mikuláše
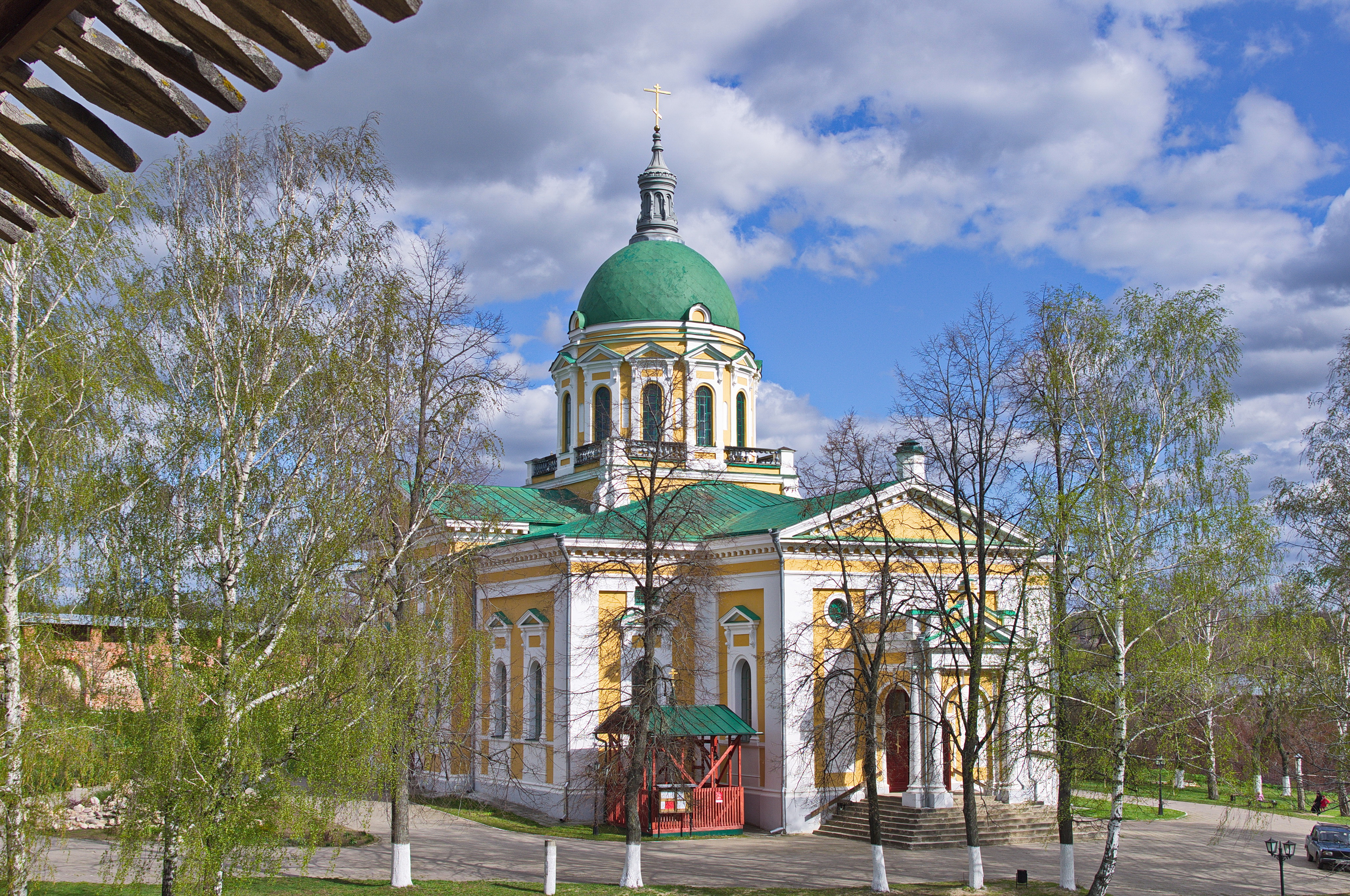
Chrám Stětí hlavy sv. Jana Křtitele